# Список міністрів закордонних справ Словаччини
Список міністрів закордонних справ Словаччини — хронологічний огляд членів уряду Словаччини, очільників Міністерства закордонних справ Словаччини.

## Міністри закордонних справ Словаччини
1. Фердинанд Дурчанський — (1939–1940);
2. Войтех Тука — (1940–1944);
3. Штефан Тісо — (1944–1945).
4. Мілан Кнажко — (1990–1991);
5. Ян Чарногурський — (1991)
6. Павол Демеш — (1991–1992).
7. Мілан Кнажко — (1992–1993);
8. Йозеф Моравчик — (1993–1994);
9. Едуард Кукан — (1994);
10. Юрай Шенк — (1994–1996);
11. Павол Гамжік — (1996–1997);
12. Зденка Крамплова — (1997–1998);
13. Йозеф Калман — (1998);
14. Едуард Кукан — (1998–2006);
15. Ян Кубіш — (2006–2009);
16. Мирослав Лайчак — (2009–2010);
17. Мікулаш Дзурінда — (2010–2012);
18. Мирослав Лайчак — (2012–2020);
19. Ріхард Сулик (2020);
20. Іван Корчок (2020—2022);
21. Растислав Качер (2022—2023);
22. Мирослав Влаховський (2023)
23. Юрай Бланар (2023—)[1]